# Eichelsdorf (Hofheim in Unterfranken)
Eichelsdorf ist ein Gemeindeteil der Stadt Hofheim in Unterfranken im Landkreis Haßberge in Bayern.

## Lage
Das Kirchdorf liegt knapp 3 km nördlich von Hofheim auf einer Höhe von etwa 300 m ü. NHN am Südhang des Großen Haßbergs an der Staatsstraße 2275.

## Geschichte
Eichelsdorf wurde, wie auch andere Dörfer in den Haßbergen (Junkersdorf und Goßmannsdorf), um das Jahr 900 gegründet. Der Name des Ortes ist von Eigolt abzuleiten, einem der adeligen fränkischen Grundherren.
Das Schloss Eichelsdorf wurde 1525 erstmals erwähnt, und zwar in einem Bericht über seine Zerstörung im Bauernkrieg durch die Bauern des Bildhäuser Haufens. 1598 gelangte das wiederaufgebaute Schloss durch Erbteilung an die protestantische Linie derer von Münster, Herren von Lisberg, Zettmannsdorf und Eichelsdorf. Elisabetha Magdalena von Münster, die Witwe des Herrn von Lisberg und Eichelsdorf, Johann Christoph von Münster, ließ das Schloss Eichelsdorf als ihren Witwensitz ausbauen.
Nach der Übernahme des bambergischen Rittermannslehens Eichelsdorf durch das Hochstift Würzburg ließ Fürstbischof Johann Philipp von Greiffenclau den Sitz des Amtes Rotenstein in das repräsentative Eichelsdorfer Schloss verlegen. Den Umzug des Amtes Rotenstein in das Schloss Eichelsdorf vollzog der damalige Oberamtmann Anton Philibert von Rosenbach 1710. Auch das Amt Stadtlauringen wurde ab 1710 vom Schloss Eichelsdorf aus verwaltet.
Ab 1806 war für das Schloss das Rentamt Hofheim und ab 1832 das Forstamt Eichelsdorf ansässig. 
1869 ersteigerte der Hofheimer Gerbereibesitzer Karl Joseph Hirt das Schloss Eichelsdorf. Seine Suche nach einer Möglichkeit, das Schloss angemessen zu nutzen, traf auf die Suche der in Würzburg ansässigen Kongregation der Töchter des Allerheiligsten Erlösers nach einem geeigneten Haus für ihre alten, erholungsbedürftigen oder kranken Schwestern. Als die Kongregation mit dem Besitzer einig wurde, wurde am 4. September 1874 im Pfarrhaus zu Hofheim ein Mietvertrag zwischen Karl Joseph Hirt und der Generaloberin des Ordens, Schwester Maria Honorine Steiner, unterschrieben. Dazu hatte die Gemeinde Eichelsdorf ihre Zustimmung gegeben, nachdem die Kongregation sich verpflichtet hatte, an den bisher bestehenden Rechten festzuhalten, nämlich
- das Recht der katholischen Kirchengemeinde, in der Schlosskapelle ihre Gottesdienste abzuhalten
- das Recht der protestantischen Schulgemeinde, „in personam“ des protestantischen Lehrers den zum Schloss gehörenden Schüttbau-Keller jederzeit zur Aufbewahrung von Holz, Futtermitteln, Stroh u. a. nutzen zu dürfen, „wie solches schon seit urdenklicher Zeit gewesen ist“
- dass das Schloss nur als Erholungsstation für kränkliche Schwestern, nicht aber als ein wirkliches Krankenhaus benutzt wird; im letzteren Fall hätten leicht ansteckende Krankheiten in die hiesige Gemeinde eingeschleppt werden können.

Nach diesen Zusagen und der Unterzeichnung des Mietvertrages zogen acht Ordensschwestern in das Schloss. Nach dem Tod des Besitzers Karl Joseph Hirt baten dessen Sohn und seine beiden Töchter, das Eichelsdorfer Schloss zu teilen. 1876 war die Tochter Margaretha in den Orden eingetreten; 1883 legte sie als Schwester Maria Valeria ihr Ordensgelübde ab. Ihr Erbteil von 1/3 des Schlosses brachte sie in die Kongregation ein. 
Am 1. Januar 1978 wurde Eichelsdorf nach Hofheim in Unterfranken eingemeindet.

## Baudenkmäler
In der Liste der Baudenkmäler in Hofheim in Unterfranken sind für Eichelsdorf acht Baudenkmale aufgeführt.

## Persönlichkeiten
- Johann Wolfgang Brenk (1704–1789), Jurist, Hebraist und Hochschullehrer
- Friedrich Karl Ludwig von und zu Guttenberg (1767–1822), Gutsbesitzer, Polizeipräsident von Würzburg und Politiker